# 江連すみれ
江連すみれ（えづれ すみれ）は、NHK札幌放送局の契約キャスター。

## 経歴
札幌市出身。北海道大学文学部卒業。
関西アナウンススクール出身。NHK帯広放送局を経て、2023年度よりNHK札幌放送局の契約キャスター。

## 人物
座右の銘は、自分を信じれば思い通りの現実を創り出す。憧れのアナウンサーは西尾由佳理。
2022年8月24日、帯広の森野球場で行われNHK BS1で中継された『北海道日本ハムファイターズ対オリックス・バファローズ』の球場内及びその周辺のリポーターを務めた。
子供時代、ファイターズガールズキッズとして札幌ドームのグラウンドでも踊ったこともある生粋の『ファイターズファン』でもある。

## 現在の出演番組
- NHKニュースおはよう北海道土曜プラス（サブキャスター）
- ほっとニュース845（キャスター、木曜日）

## 過去の出演番組

### NHK札幌放送局
- ひるナマ!北海道（キャスター）